# Canoagem nos Jogos Olímpicos de Verão de 2020 - K-1 1000 m masculino
A competição do K-1 1000 metros masculino da canoagem nos Jogos Olímpicos de Verão de 2020 ocorreu nos dias 2 e 3 de agosto de 2021 no Sea Forest Waterway, em Tóquio. Um total de 27 canoístas de 23 Comitês Olímpicos Nacionais (CON) participaram do evento.

## Qualificação
Cada CON poderia qualificar apenas um barco, mas poderia inscrever até dois se tivesse vagas suficientes no caiaque em outros eventos. Um total de 13 vagas de qualificação estavam disponíveis, inicialmente alocadas conforme o seguinte:
- 1 vaga para o país-sede, desde que não tenha qualificado barcos para outras provas no caiaque masculino;
- 5 vagas concedidas através do Campeonato Mundial de Canoagem de Velocidade de 2019;
- 6 vagas concedidas através de torneios continentais, sendo 2 vagas para a Europa e 1 para os demais continentes;
- 1 vaga concedida através da segunda etapa da Copa do Mundo de Canoagem de Velocidade de 2021.

As vagas de qualificação foram concedidas ao CON, não ao canoísta que conquistou a vaga.
Duas vagas extras foram adicionadas: um convite da Comissão Tripartite para Amado Cruz, de Belize, e outro para o Time Olímpico de Refugiados, outorgado a Saeid Fazloula.

## Formato
A canoagem de velocidade utiliza um formato de quatro fases para eventos com pelo menos 11 barcos, com eliminatórias, quartas de final, semifinais e finais. Os detalhes para cada fase dependem de quantos barcos estejam inscritos para a competição.
O percurso é um trajeto de águas planas com 9 metros de largura. O nome do evento descreve o formato particular da canoagem de velocidade. O formato "K" significa um caiaque (kayak, em inglês), na qual o canoísta fica sentado e utiliza dois remos e tem um leme operado pelo pé (em oposição a canoa, em que o canoísta fica ajoelhado e utiliza um único remo para remar e dirigir). O "1" é o número de canoístas em cada barco. Os "1000 metros" são a distância da prova.

## Calendário
Horário local (UTC+9)
| Dia         | Horário | Fase             |
| ----------- | ------- | ---------------- |
| 2 de agosto | 10:20   | Eliminatórias    |
| 2 de agosto | 12:35   | Quartas de final |
| 3 de agosto | 10:00   | Semifinal        |
| 3 de agosto | 12:10   | Final            |

## Medalhistas
| Ouro   | HUN Bálint Kopasz    |
| Prata  | HUN Ádám Varga       |
| Bronze | POR Fernando Pimenta |

## Resultados

### Eliminatórias
O evento começou com as eliminatórias em 2 de agosto de 2021. Os dois primeiros barcos em cada bateria avançam diretamente para as semifinais e os restantes para as quartas de final.

#### Eliminatória 1
| Pos. | Raia | Canoísta         | CON                 | Tempo    | Notas |
| ---- | ---- | ---------------- | ------------------- | -------- | ----- |
| 1    | 5    | Josef Dostál     | CZE República Checa | 3:37.342 | SF    |
| 2    | 7    | Thomas Green     | AUS Austrália       | 3:39.492 | SF    |
| 3    | 4    | Artuur Peters    | BEL Bélgica         | 3:41.967 | QF    |
| 4    | 3    | Maxim Spesivtsev | ROC                 | 3:42.888 | QF    |
| 5    | 6    | Simon McTavish   | CAN Canadá          | 3:43.512 | QF    |
| 6    | 2    | Kohl Horton      | COK Ilhas Cook      | 4:24.679 | QF    |

#### Eliminatória 2
| Pos. | Raia | Canoísta        | CON           | Tempo    | Notas |
| ---- | ---- | --------------- | ------------- | -------- | ----- |
| 1    | 5    | Bálint Kopasz   | HUN Hungria   | 3:39.084 | SF    |
| 2    | 4    | Agustín Vernice | ARG Argentina | 3:40.430 | SF    |
| 3    | 6    | Samuele Burgo   | ITA Itália    | 3:43.746 | QF    |
| 4    | 3    | Étienne Hubert  | FRA França    | 3:45.072 | QF    |
| 5    | 2    | Ali Aghamirzaei | IRI Irã       | 3:48.609 | QF    |
| 6    | 7    | Roman Anoshkin  | ROC           | 3:50.580 | QF    |

#### Eliminatória 3
| Pos. | Raia | Canoísta                | CON            | Tempo    | Notas |
| ---- | ---- | ----------------------- | -------------- | -------- | ----- |
| 1    | 5    | Fernando Pimenta        | POR Portugal   | 3:40.323 | SF    |
| 2    | 4    | Peter Gelle             | SVK Eslováquia | 3:42.131 | SF    |
| 3    | 3    | Jean van der Westhuyzen | AUS Austrália  | 3:46.186 | QF    |
| 4    | 2    | Guillaume Burger        | FRA França     | 3:53.241 | QF    |
| 5    | 6    | Vagner Souta            | BRA Brasil     | 3:57.178 | QF    |

#### Eliminatória 4
| Pos. | Raia | Canoísta           | CON              | Tempo    | Notas |
| ---- | ---- | ------------------ | ---------------- | -------- | ----- |
| 1    | 5    | Aleh Yurenia       | BLR Bielorrússia | 3:43.444 | SF    |
| 2    | 4    | Bojan Zdelar       | SRB Sérvia       | 3:45.074 | SF    |
| 3    | 3    | Lars Magne Ullvang | NOR Noruega      | 3:47.253 | QF    |
| 4    | 2    | Tuva'a Clifton     | SAM Samoa        | 4:11.029 | QF    |
| 5    | 6    | Amado Cruz         | BIZ Belize       | 4:13.080 | QF    |

#### Eliminatória 5
| Pos. | Raia | Canoísta       | CON                               | Tempo    | Notas |
| ---- | ---- | -------------- | --------------------------------- | -------- | ----- |
| 1    | 4    | Jacob Schopf   | GER Alemanha                      | 3:39.504 | SF    |
| 2    | 2    | Ádám Varga     | HUN Hungria                       | 3:39.650 | SF    |
| 3    | 5    | Zhang Dong     | CHN China                         | 3:40.955 | QF    |
| 4    | 3    | Saeid Fazloula | EOR Equipe Olímpica de Refugiados | 3:52.631 | QF    |
| 5    | 6    | Mohamed Mrabet | TUN Tunísia                       | 4:02.148 | QF    |

### Quartas de final
Nas quartas de final, realizadas em 2 de agosto de 2021, os dois primeiros barcos em cada bateria avançam para as semifinais e os restantes foram eliminados.

#### Quartas de final 1
| Pos. | Raia | Canoísta         | CON            | Tempo    | Notas |
| ---- | ---- | ---------------- | -------------- | -------- | ----- |
| 1    | 3    | Maxim Spesivtsev | ROC            | 3:44.136 | SF    |
| 2    | 5    | Zhang Dong       | CHN China      | 3:44.269 | SF    |
| 3    | 2    | Vagner Souta     | BRA Brasil     | 3:52.402 |       |
| 4    | 6    | Ali Aghamirzaei  | IRI Irã        | 3:52.834 |       |
| 5    | 4    | Tuva'a Clifton   | SAM Samoa      | 4:21.301 |       |
| 6    | 7    | Kohl Horton      | COK Ilhas Cook | 4:39.138 |       |

#### Quartas de final 2
| Pos. | Raia | Canoísta         | CON         | Tempo    | Notas |
| ---- | ---- | ---------------- | ----------- | -------- | ----- |
| 1    | 4    | Artuur Peters    | BEL Bélgica | 3:45.712 | SF    |
| 2    | 5    | Samuele Burgo    | ITA Itália  | 3:45.993 | SF    |
| 3    | 2    | Roman Anoshkin   | ROC         | 3:46.576 |       |
| 4    | 6    | Simon McTavish   | CAN Canadá  | 3:52.467 |       |
| 5    | 3    | Guillaume Burger | FRA França  | 3:52.817 |       |
| 6    | 7    | Amado Cruz       | BIZ Belize  | 4:15.262 |       |

#### Quartas de final 3
| Pos. | Raia | Canoísta                | CON                               | Tempo    | Notas |
| ---- | ---- | ----------------------- | --------------------------------- | -------- | ----- |
| 1    | 4    | Jean van der Westhuyzen | AUS Austrália                     | 3:46.104 | SF    |
| 2    | 5    | Étienne Hubert          | FRA França                        | 3:46.274 | SF    |
| 3    | 3    | Lars Magne Ullvang      | NOR Noruega                       | 3:49.830 |       |
| 4    | 2    | Saeid Fazloula          | EOR Equipe Olímpica de Refugiados | 3:52.614 |       |
| 5    | 6    | Mohamed Mrabet          | TUN Tunísia                       | 3:56.325 |       |

### Semifinais
Nas semifinais, realizadas em 3 de agosto de 2021, os quatro primeiros barcos em cada bateria avançam para a final A e os restantes para a final B.

#### Semifinal 1
| Pos. | Raia | Canoísta       | CON                 | Tempo    | Notas  |
| ---- | ---- | -------------- | ------------------- | -------- | ------ |
| 1    | 5    | Bálint Kopasz  | HUN Hungria         | 3:24.558 | OB, FA |
| 2    | 4    | Josef Dostál   | CZE República Checa | 3:25.387 | FA     |
| 3    | 3    | Jacob Schopf   | GER Alemanha        | 3:25.586 | FA     |
| 4    | 1    | Zhang Dong     | CHN China           | 3:26.246 | FA     |
| 5    | 7    | Artuur Peters  | BEL Bélgica         | 3:26.773 | FB     |
| 6    | 8    | Étienne Hubert | FRA França          | 3:27.319 | FB     |
| 7    | 2    | Peter Gelle    | SVK Eslováquia      | 3:28.255 | FB     |
| 8    | 6    | Bojan Zdelar   | SRB Sérvia          | 3:29.525 | FB     |

#### Semifinal 2
| Pos. | Raia | Canoísta                | CON              | Tempo    | Notas  |
| ---- | ---- | ----------------------- | ---------------- | -------- | ------ |
| 1    | 5    | Fernando Pimenta        | POR Portugal     | 3:22.942 | OB, FA |
| 2    | 2    | Ádám Varga              | HUN Hungria      | 3:23.634 | FA     |
| 3    | 3    | Thomas Green            | AUS Austrália    | 3:24.612 | FA     |
| 4    | 6    | Agustín Vernice         | ARG Argentina    | 3:24.734 | FA     |
| 5    | 8    | Samuele Burgo           | ITA Itália       | 3:25.673 | FB     |
| 6    | 4    | Aleh Yurenia            | BLR Bielorrússia | 3:27.323 | FB     |
| 7    | 7    | Maxim Spesivtsev        | ROC              | 3:27.372 | FB     |
| 8    | 1    | Jean van der Westhuyzen | AUS Austrália    | 3:28.287 | FB     |

### Finais
Nas finais, realizadas em 3 de agosto de 2021, os barcos participantes da final A disputaram as medalhas e os da final B para ficar entre a 9ª e a 16ª colocação.

#### Final A
| Pos.              | Raia | Canoísta         | CON                 | Tempo    | Notas |
| ----------------- | ---- | ---------------- | ------------------- | -------- | ----- |
| Medalha de ouro   | 5    | Bálint Kopasz    | HUN Hungria         | 3:20.643 | OB    |
| Medalha de prata  | 6    | Ádám Varga       | HUN Hungria         | 3:22.431 |       |
| Medalha de bronze | 4    | Fernando Pimenta | POR Portugal        | 3:22.478 |       |
| 4                 | 7    | Jacob Schopf     | GER Alemanha        | 3:22.554 |       |
| 5                 | 3    | Josef Dostál     | CZE República Checa | 3:26.610 |       |
| 6                 | 1    | Zhang Dong       | CHN China           | 3:28.103 |       |
| 7                 | 2    | Thomas Green     | AUS Austrália       | 3:28.360 |       |
| 8                 | 8    | Agustín Vernice  | ARG Argentina       | 3:28.503 |       |

#### Final B
| Pos. | Raia | Canoísta                | CON              | Tempo    | Notas |
| ---- | ---- | ----------------------- | ---------------- | -------- | ----- |
| 9    | 4    | Samuele Burgo           | ITA Itália       | 3:26.169 |       |
| 10   | 5    | Artuur Peters           | BEL Bélgica      | 3:26.781 |       |
| 11   | 8    | Jean van der Westhuyzen | AUS Austrália    | 3:26.955 |       |
| 12   | 6    | Aleh Yurenia            | BLR Bielorrússia | 3:27.190 |       |
| 13   | 2    | Maxim Spesivtsev        | ROC              | 3:27.909 |       |
| 14   | 7    | Peter Gelle             | SVK Eslováquia   | 3:28.240 |       |
| 15   | 3    | Étienne Hubert          | FRA França       | 3:31.553 |       |
| 16   | 1    | Bojan Zdelar            | SRB Sérvia       | 3:31.689 |       |

Legenda
| Recorde mundial      | Recorde mundial (World record)               |                       | Recorde africano                      | Recorde africano (African) |                                           | Q | Classificado por posição (Qualified) |
| Recorde olímpico     | Recorde olímpico (Olympic record)            | Recorde da América    | Recorde da América (Americas)         | q                          | Classificado por melhor tempo (Qualified) |   |                                      |
| Melhor marca do ano  | Melhor marca do ano (World leading)          | Recorde asiático      | Recorde asiático (Asian)              | DNS                        | Não largou (Did not start)                |   |                                      |
| Recorde nacional     | Recorde nacional (National record)           | Recorde europeu       | Recorde europeu (European)            | DNF                        | Não terminou (Did not finish)             |   |                                      |
| Recorde pessoal      | Recorde pessoal do atleta (Personal best)    | Recorde da Oceania    | Recorde da Oceania (Oceania)          | DSQ / DQ                   | Desclassificado (Disqualified)            |   |                                      |
| Recorde da temporada | Recorde da temporada do atleta (Season best) | Recorde sul-americano | Recorde sul-americano (South America) | NM                         | Sem marca (No mark)                       |   |                                      |